# Paul Goddard (voetballer)
Paul Goddard (Harlington, Middlesex, 12 oktober 1959) is een voormalig betaald voetballer uit Engeland, die speelde als aanvaller gedurende zijn carrière. Hij speelde clubvoetbal voor onder meer West Ham United FC, Queen's Park Rangers en Ipswich Town FC. Na zijn actieve loopbaan was hij actief als trainer.

## Interlandcarrière
Goddard speelde één keer voor de nationale ploeg van Engeland, en scoorde in die ene wedstrijd. Onder leiding van bondscoach Ron Greenwood debuteerde hij op 2 juni 1982 in de vriendschappelijke uitwedstrijd tegen IJsland (1-1) in Reykjavik. Hij viel in dat duel na 40 minuten in voor Cyrille Regis  en tekende in de 69ste minuut voor de gelijkmaker.